# Mbokomu
Mbokomu ist ein Verwaltungsbezirk (Ward) des Distrikts Moshi in der tansanischen Region Kilimandscharo.

## Geografie
Mbokomu liegt im Nordosten von Tansania, nordöstlich der Regionshauptstadt Moshi am Südhang des Kilimandscharo. Der tiefste Punkt an der Stadtgrenze von Moshi liegt rund 900 Meter über dem Meer, nach Nordosten steigt das Gebiet auf 2300 Meter an. Die Grenze im Nordwesten bildet der Fluss Mrusunga, jene im Südosten großteils der Fluss Kisaringo.
Der Bezirk grenzt im Nordosten an Keni Aleni im Distrikt Rombo, im Osten an Old Moshi Mashariki, im Südosten an Old Moshi Magharibi, im Süden an Kiboriloni und Rau, beide vom Distrikt Moshi (MC) und im Westen an Uru Mashariki. Bei der Volkszählung 2022 lebten 15.899 Menschen in 4520 Haushalten auf einer Fläche von 26,9 Quadratkilometern.

## Gliederung
Der Bezirk besteht aus vier Gemeinden (Mtaa) mit 21 Orten (Kitongoji):
| Korini Juu - Bambuu - Marana - Fukeni - Mmbede - Kyaroni | Korini Kusini - Kiwalaa - Machadi - Kaskazini - Machadi Kusini - Manambeni - Rau Kdc - Mpirani - Ng`One | Tema - Maedeni - Foyeni - Kimamboni - Mwika - Tema | Korini Kati - Shimbo Marana - Sahoni - Kiu |

## Wirtschaft und Infrastruktur
- Landwirtschaft: Im Bezirk wird Agroforstwirtschaft betrieben. Sie sichert der Bevölkerung Nahrung, Einkommen, Baumaterialien, Futtermittel, Brennholz und Arbeitsplätze.[8]
- Bildung: Im Bezirk liegen drei weiterführende Schulen, zwei staatliche und eine private.[9] Die Mbokomu Secondary School und die Tema Secondary School unterrichten jeweils rund 100 Mädchen und Burschen bis zur 4. Stufe.[10][11] Die Natiro Secondary School wird von der lutherischen Gemeinde geführt und bildet ebenfalls Mädchen und Burschen bis zur 4. Stufe aus.[12] Sie unterhält seit 2008 eine Schulpartnerschaft mit der IGS Linden in Hannover.[13]
- Gesundheit: In den beiden Gemeinden Korini Kusini[14] und Tema[15] befindet sich je eine öffentliche Apotheke.

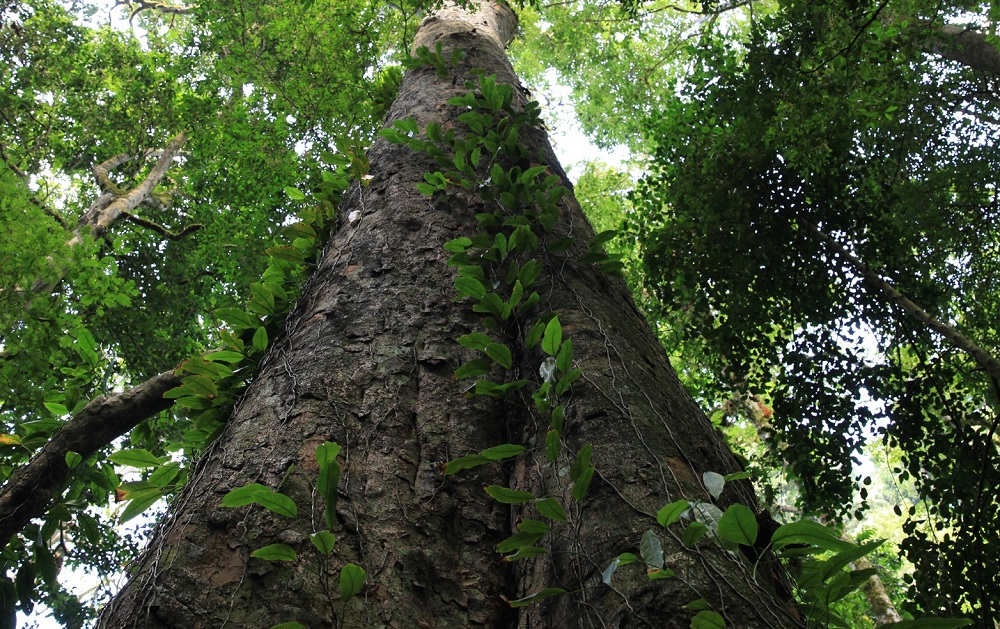
Der 81,5 m hohe Baum Entandrophragma excelsum

## Tourismus
In rund 14 Kilometer Entfernung von der Autobahn bei Moshi befindet sich der höchste Baum Afrikas, ein 81,5 m hoher Entandophragma excelsum. Tagesausflüge werden zusammen mit der Besichtigung des Mbokomu-Wasserfalls angeboten.